# Ross Bagdasarian Sr.
 Der er for få eller ingen kildehenvisninger i denne artikel, hvilket er et problem. Du kan hjælpe ved at angive troværdige kilder til de påstande, som fremføres i artiklen.

Ross S. Bagdasarian (født 27. januar 1919 i Fresno, Californien, død 16. januar 1972 i Beverly Hills, Californien), også kendt under sit kunstnernavn David Seville, var en amerikansk pianist, skuespiller og pladeproducer.